# ماري كولفين
ماري كاثرين كولفين (بالإنجليزية: Marie Colvin)‏ (12 كانون الثاني/يناير 1956 - 22 شباط/فبراير 2012) هيَ صحفية أمريكية عملت كمُراسلة للشؤون الخارجية في الصحيفة البريطانية صنداي تايمز من 1985 حتى وفاتها خِلال تغطيتها لحصار حمص.
بعدَ وفاتِها؛ أنشأت جامعة ستوني بروك مركز ماري كولفن للتقارير الدولية على شرفها فيمَا أسّست عائلتها صندوق ماري كولفين التذكاري بدعمٍ مؤسسة لونغ آيلاند المجتمعية والتي تسعى جاهدةً لتقديم تبرعات باسم ماري تكريمًا لإرادتها الإنسانية. وكانَ محامون يُمثلون عائلة كولفين قد رفعوا في يوليو/تموز 2016 دعوى مدنية ضد الحُكومَة السورية بدعوى أنهم حصلوا على دليلٍ يُتبث أنّ مسؤولين كبار في الحكومة هم من أمروا باغتيالها مباشرة وبعدَ ثلاث سنوات كامِلة وبالتحديد في بداية عام 2019؛ وجدَ قاضٍ أمريكي أنّ الحكومة السورية متورطة في عمليّة اغتيالها وأقرّ بمنحِ عائلة كولفين 302 مليون دولار كتعويضات.

## الحياة المُبكّرة والتعليم
وُلدت ماري كولفين في كوينز بنيويورك ونشأت في إيست نورويتش في بلدة أويستر باي بِمقاطعة ناسو في لونغ آيلاند. والدها هوَ ويليام ج. كولفين من قُدامى المحاربين في سلاح مشاة البحرية في الحرب العالمية الثانية ومعلم اللغة الإنجليزية في المدارس العامة في مدينة نيويورك إلى جانبِ عمله كناشطٍ سياسي رفقةَ الحزب الديمقراطي في مقاطعة ناسو أمّا والدتها فهي روزماري مارون كولفين وهيَ مستشارة توجيهية في المدارس الثانوية في مدارس لونغ آيلاند العامة ولهَا شقيقان هُم ويليام ومايكل وشقيقتان همَا إيلين وكاترين. تخرجت ماري من مدرسة أويستر باي الثانوية في عام 1974؛ وأمضت سنتها الثانوية في الخارج ضمنَ برنامج التبادل معَ دولة البرازيل ثم التحقت بجامعة ييل في وقت لاحق. كانت ماري كولفين رائدة في علم الأنثروبولوجيا كمَا درست مع الكاتب الحائز على جائزة بوليتزر جون هيرسي. بدأت الكتابة لصحيفة ييل ديلي نيوز المحليّة ثمّ قررت في وقتٍ لاحق أن تصيرَ صحافية. تخرجت معَ درجة البكالوريوس في علم الإنسان (الأنثروبولوجيا) في عام 1978. خلال دراستها في جامعة ييل؛ كانت كولفين معروفة بشخصيتها القوية وسرعان ما أصبحت مشهورة في وسطِ الحرم الجامعي.

## المسيرة المِهنيّة
عملت كولفين لفترة قصيرة في نقابة عمالية في مدينة نيويورك قبلَ أن تبدأ حياتها المهنية في مجال الصحافة مع يونايتد برس إنترناشيونال وذلكَ بعد عامٍ من التخرج من جامعة ييل. عملت معَ يونايتد برس أولاً في ترينتون ثم في نيويورك وواشنطن وبحلول عام 1984؛ عُيّنت كولفين مديرةً لمكتبِ يونايتد برس في العاصِمة الفرنسيّة باريس قبل انتقالها في العام الموالي للعملِ معَ الصنداي تايمز.
في عام 1986؛ أصبحت كولفين مراسلة الجريدة في منطقة الشرق الأوسط ثم أصبحت عام 1995 مراسلة الشؤون الخارجية. بالعودة إلى عام 1986؛ فإنّ ماري هي أول صحفيّة قابلت الزعيم الليبي الراحِل معمر القذافي بعد عملية الدورادو كانيون. في تلكَ المُقابلة؛ قالَ القذافي إنه كان في المنزل عندما قصفت الطائرات الأمريكية منزله في طرابلس وأنّه عملَ على إنقاذ زوجته وأطفاله بينما كان المنزل يتهاوى كما قالَ القذافي في ذات المقابلة إن المصالحة بين ليبيا والولايات المتحدة مستحيلة في ظلّ وجودِ الرئيس ريغان في البيت الأبيض واسترسل: «ليسَ لدي ما أقوله له [يقصدُ رونالد ريغان] لأنه مجنون. إنه أحمق؛ إنه مُجرّد كلب إسرائيلي.»
تخصّصت ماري كولفين في تغطيّة النزاعات في منطقة الشرق الأوسط كما غطت الصراعات في مناطق ودول أخرى على غِرار الشيشان، كوسوفو، سيراليون، زيمبابوي، سريلانكا وتيمور الشرقية التي قامت فيها بإنقاذ حياة 1500 امرأة وطفل من مُجمعٍ كانت تحاصره القوات المدعومة من إندونيسيا عام 1999 حيثُ رفضت التخلي عنهم وبقيت رُفقةَ قوة تابعة للأمم المتحدة ما زادَ من شهرتها وكثّف من ظهورها على شاشات التلفزيون. فازت ماري بجائزة المؤسسة الدولية للإعلام النسائي عن الشجاعة في الصحافة لتغطيتها للأحداث في كوسوفو والشيشان. بالإضافة إلى عملها الصحفي كمُراسلة؛ فقد كتبت وأنتجت أفلامًا وثائقية بما في ذلك فيلمٌ وثائقي صدرَ تحتَ عنوان «عرفات: ما وراءَ الأسطورة» (بالإنجليزية: Arafat: Behind the Myth)‏ لصالحِ شبكة بي بي سي؛ فضلًا عن ظهورها في الفيلم الوثائقي لعام 2005 «الاستشهاد» (بالإنجليزية: Bearing Witness)‏.
فقدت كولفين عينها اليسرى بسبب انفجار قنبلة يدوية كانَ قد أطلقها الجيش السريلانكي في 16 نيسان/أبريل 2001 أثناءَ عبورها من منطقة تسيطر عليها نمور التاميل إلى منطقة تسيطر عليها الحكومة. بالرغمِ من كونها صحفيّة وترتدي سترةً تُشير إلى ذلك إلّا أنها تعرضت في كذا مرات للهجوم أثناءَ تغطيتها للحرب الأهليّة في سريلانكا. في ظهورٍ لها على أخبار القناة الرابعة البريطانية حكت ماري كولفين للصحفيّة ليندسي هيلسوم تفاصيلَ هجومٍ مُتعمد عليها وقالت «أن مهاجمها عرفَ ما كان يفعله.» وعَلى الرغم من إصابتها بجروح خطيرة فقد تمكّنت كولفين البالغة من العمرِ حينها 44 عامًا من كتابة مقال من ثلاثة آلاف كلمة في الوقت المحدد. غطّت الأخبار من وسطِ غابة فاني رفقةَ مرشديها التاميل وتحدثت عن الكارثة الإنسانية في منطقة التاميل الشمالية بما في ذلك الحصار الحكومي الذي منعَ المواد الغذائية والإمدادات الطبية من الوصول كما مُنعَ الصحفيين الأجانب من الوصول إلى المنطقة قصدَ تغطية ما يجري لمدة ست سنوات. عانت كولفين في وقت لاحق من اضطراب ما بعد الصدمة وتطلبَ الأمر دخولها المستشفى كما كانت أيضًا شاهدًا ووسيطًا خلال الأيام الأخيرة من الحرب في سريلانكا حيثُ أبلغت بالتفاصيل عن جرائم الحرب ضد التاميل التي كانت قد ارتُكبت خلال تلكَ المرحلة. بعد إصابتها بعدّة أيام؛ قالت الحكومة السريلانكية إنها ستسمح للصحفيين الأجانب بالسفر إلى المناطق التي يسيطر عليها «المتمردون» فيما قالت مسؤولة حكوميّة تُدعى أريا روباسينغ بأنه «يمكن للصحفيين الرحيل ... لن نمنعهم ولكن يجب أن يكونوا واعين تمامًا بالمخاطر التي تتعرض لها حياتهم ويتقبلونها.»
في عام 2011؛ وإبّان ثورات الربيع العربي في كل من تونس ومصر وليبيا؛ أُتيحت لماري فُرصة ثانية لمقابلة القذافي وهذا ما حصل حيث قبلَ الزعيم الليبي إجراء حوارٍ صحفيّ معَ كولفين وكريستين أمان بور من إيه بي سي نيوز، وجيريمي بوين من بي بي سي نيوز. قالت كولفين في نهاية المُقابلة: «مهمّتي هي أن أشهد لِذا لم أكن أبدًا مهتمةً بمعرفة نوع الطائرة التي قصفت قرية مُعيِنة أو ما إذا كانت المدفعية من نوع 120 ملم أو 155 ملم.»

## الحياة الشخصية
تزوّجت كولفين مرتين منَ الصحفي باتريك بيشوب لكنّها تطلقت منهُ فيما بعد ثمّ تزوجت من الصحفي البوليفي خوان كارلوس جوموسيو الذي كان مراسلاً لصحيفة الباييس الإسبانية في بيروت أثناء الحرب الأهلية اللبنانية. لم يدم هذا الزواج أيضًا بعدَ إقدام خوان كارولوس على الانتحار في شباط/فبراير 2002 في بوليفيا بعد معركة معَ الاكتئاب وإدمان الكحول. بالرغمِ من كثرة تنقل ماري كولفين بينَ عددٍ من الدول والمناطق لكنّها كانت تُقيم في في هامرسميث غربَ لندن وذلكَ قبل مقتلها في سوريا.

## الموت
بحلول شباط/فبراير 2012؛ عبرت كولفين إلى سوريا على ظهر دراجة نارية متجاهلةً محاولات الحكومة السورية منعَ الصحفيين الأجانب من دخول سوريا لتغطية الحرب الأهليّة. كانت كولفين متمركزة في حي بابا عمرو الغربي في مدينة حمص كما قامت في مساء يوم 21 فبراير ببث مباشر وظهرت على شاشة بي بي سي، القناة الرابعة البريطانية، سي إن إن وآي تي إن عبرَ خدمة الهاتف الفضائي. حينَها وصفت ماري كولفين القصف بالقاسي كما تحدثت عن هجمات القناصة على المباني المدنية والاستهداف المُتعمّد للناس في شوارع حمص من قبل القوات السورية. في حديثهَا إلى أندرسون كوبر؛ وصفَت كولفين قصف حمص بأنه أسوأ صراع واجهتهُ على الإطلاق.

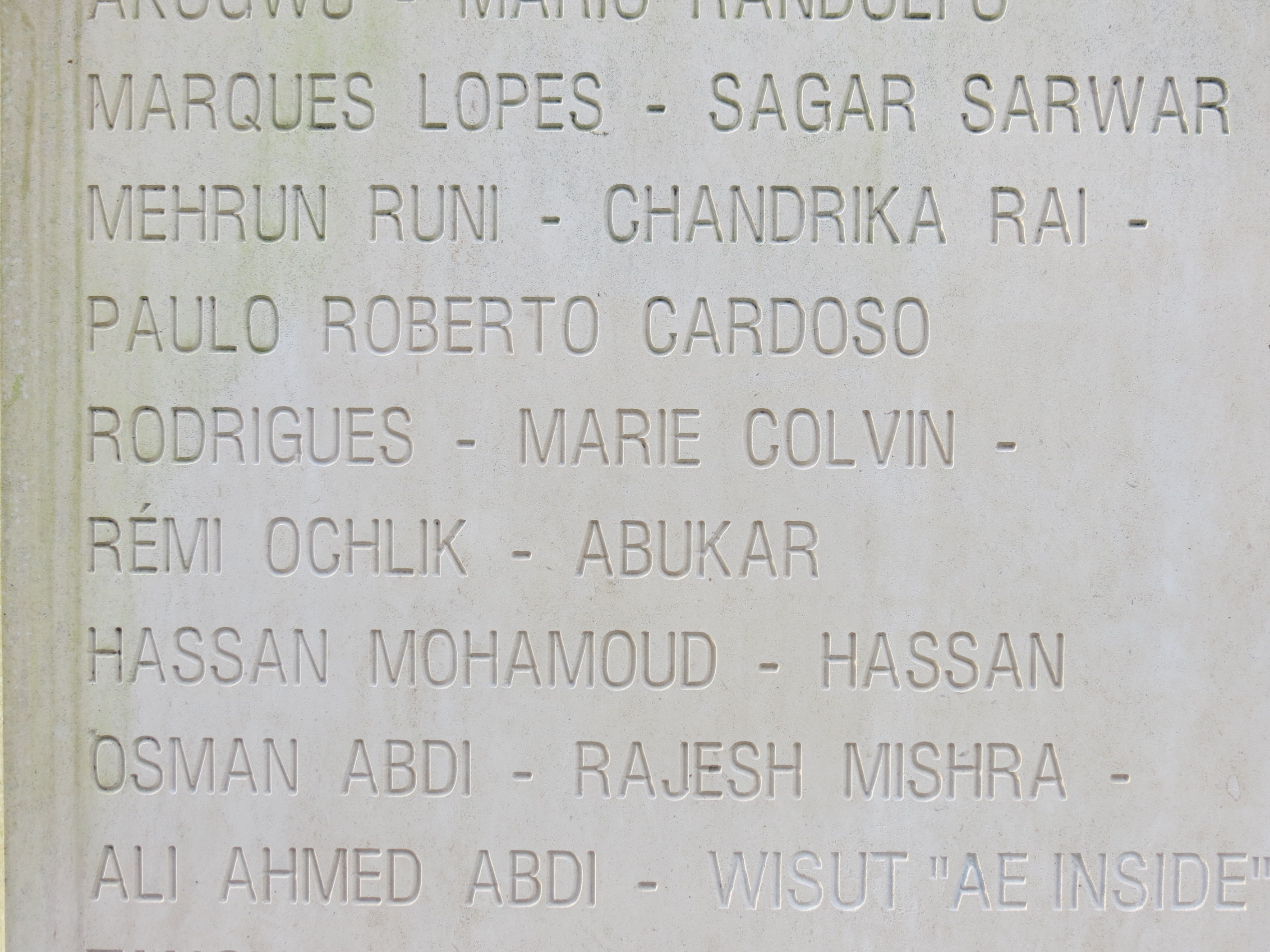
اسمُ ماري كولفين على نصبِ المراسل التذكاري في بايو

تُوفيّت كولفين في 22 شباط/فبراير إلى جانب المصور الصحفي ريمي أوتشليك، وقد خلصَ تشريح أجرته الحكومة السورية في دمشق إلى مقتل ماري كولفين عبرَ عبوة ناسفة بدائية الصُنع مملوءة بالمسامير. ادعت الحكومة أنّ ما سمّتهم «بالإرهابيين» قد زرعوا العبوة الناسفة في نفس يوم مقتل ماري وذلكَ أثناءَ فرارهم من مبنى إعلامي غير رسمي قصفهُ الجيش السوري. روايةُ النظام هذهِ كذبها المصور بول كونروي الذي كانَ رفقةَ كولفين وأوتشليك ونجا من الهجوم بأعجوبة ليروي ما حدث قائلًا أنّ كولفين وأوتشليك كانا يحزمان معداتهما عندمَا أصابت نيران المدفعية السورية مركزهما الإعلامي.
لقد أفادَ الصحفي جان بيير بيرين بالإضافةِ إلى مصادر أخرى أنّ المبنى الذي كانت تتحصّن كولفين بداخله قد استُهدف من قبل الجيش السوري وقد تم التعرف عليه باستخدام إشارات الهاتف الساتلية. جديرٌ بالذكر هنا أنّ فريقُ ماري كولفين كانَ يُخطّط لاستراتيجية للخروج قبل أن يتمّ استهدافهم مُباشرة. عُثر على ممتلكات كولفين في المكان الذي فارقت فيهِ الحياة حيثُ كانَ معها حقيبة ظهر بِها بعضُ المستلزمات الأساسية بالإضافةِ إلى مخطوطة مكوّنة من 387 صفحة كانت قد حصلت عليها من صديقتها جيرالد ويفر. في مساء يوم 22 فبراير 2012؛ أقامَ أهالي حمص حدادًا في الشوارع على شرفِ كولفين وأوتشليك كما تمّ تكريم كولفين بعدَ وفاتها. أقيمت جنازتها في أويستر باي بمدينة نيويورك في 12 آذار/مارس 2012 وقد حضرَ الجنازة حوالي 300 شخص. أُحرقت جثتها ثم رمي نصف رمادها قبالة لونغ آيلاند والنصف الآخر على نهر التايمز بالقرب من منزلها.
في يوليو/تموز 2016؛ رفعت كاثلين كولفين شقيقةُ ماري دعوى مدنية ضد الحكومة السورية مُتهمةً إياها بالقتل خارج نطاق القانون كما أكّد محاموا الأسرة حصولهم على دليل يدين الحكومة السورية باعتبارها التي أمرت مباشرة باغتيال الصحفيّة كولفين. رُفع اللثام عن تلكَ الاتهامات في نيسان/أبريل 2018 وذلك بعد تقديم كلّ الأوراق للمحكمة؛ التي قضت في كانون الثاني/يناير 2019 بأن الحكومة السورية مسؤولة فعلًا عن وفاة كولفين آمرةً إيّاها بدفعِ 300 مليون دولار كتعويض عقابي ومِمّا جاء في الحكم أن «كولفين كانت مستهدفة على وجه التحديد بسبب مهنتها وذلكَ لغرض إسكات من يكتبون عن حركة المعارضة المتنامية في البلاد. إنّ قتل الصحفيين الذين يعملون بصفتهم المهنية يمكن أن يكون له تأثير مخيف من حيثُ الإبلاغ عن مثل هذه الأحداث في جميع أنحاء العالم ... إن قتلَ مواطنة أمريكية والتي لم يكن عملها الشجاع مهمًا فحسب بل أيضًا أمرًا حيويًا لفهمنا لمناطق الحرب والحروب عمومًا يُعدّ أمرًا شائنًا وبالتالي فهناك حاجة إلى تعويضات عقابية تضاعف تأثيرها على الدولة المسؤولة.»
في عام 2018؛ صدرَ فيلمٌ يحكي حياة كولفين بعنوان حرب خاصة من إخراج ماثيو هاينمان وتأليف أراش آمل وبطولة روزاموند بايك في دورِ كولفين وذلكَ بالاستنادِ إلى مقالة كانت ماري قد كتبتها في مجلة فانيتي فير بقلم ماري برينر.

## جوائز
| السنة | الجائزة                 | المُؤسّسة المانِحة                         |
| ----- | ----------------------- | --------------------------------------- |
| 2000  | صحفي العام              | رابطة الصحافة الأجنبية                  |
| 2000  | الشجاعة في الصحافة      | المؤسسة الدولية لوسائل الإعلام النسائية |
| 2001  | أفضل مراسل أجنبي        | جوائز الصحافة البريطانية                |
| 2009  | أفضل مُراسل أجنبي        | جوائز الصحافة البريطانية                |
| 2012  | جائزة آنا بوليتكوفسكايا |                                         |
| 2012  | أفضل مراسل أجنبي        | جوائز الصحافة البريطانية                |

## روابط خارجية
- ماري كولفين على موقع IMDb (الإنجليزية)
- ماري كولفين على موقع كينوبويسك (الروسية)